# Rusko-čchingská válka
Rusko-čchingská válka v letech 1652–1689 byly boje mezi kozáky, kolonisty a vojáky ruského carství a vojsky říše Čching o vládu nad územím na levém (severním) břehu řeky Amuru. Konflikt vyvolala ruská kolonizace levobřeží Amuru, které říše Čching počítala mezi svou sféru vlivu. Boje vyvrcholily dvojím obležením ruské pevnosti Albazin v letech 1685 a 1686–1687. Válku ukončila Něrčinská smlouva uzavřená roku 1689, podle které sporné území přešlo k říši Čching.
Počátkem 40. let 17. století Rusové během průzkumu a zabírání Sibiře a Dálného východu dospěli do povodí Amuru a od roku 1643 ho prozkoumávali a kolonizovali. Postup Rusů vzbudil nevoli u vlády mandžuské říše Čching. Mandžuové se rozhodli vyhnat Rusy z Poamuří a roku 1652 zahájili válku. Do roku 1658 vysídlili většinu domorodců z horního a středního toku Amuru na jih k řekám Non a Sungari a rozbili ruské vojsko na Amuru. V amurském regionu pak na nějakou dobu nezůstala žádná organizovaná síla a nikdo ho neovládal.
Po několika letech se Rusové vrátili zpět a roku 1665 na horním toku Amuru vystavěli městečko Albazin a začali osidlovat region. Současně se ruská vláda pokusila s říší Čching vyjednávat a v 50. – 70. letech vyslala do Pekingu několik diplomatických misí. Podařilo se jim navázat diplomatické a obchodní styky, nicméně otázka hranic zůstala nevyřešená.
Po porážce povstání v Číně roku 1681 si Mandžuové uvolnili síly pro boj s Ruskem. Po pečlivé přípravě zahájili ofenzívu. Roku 1683 vybudovali základnu na středním toku Amuru, Ajgun, a zničili blízké ruské pevnůstky na Zeje. Roku 1685 čchingská armáda vytáhla na Albazin a během několika dní ho dobyla a zničila, načež se vrátila na jih. Rusové vzápětí Albazin obnovili. Čchingský císař Kchang-si nařídil nový útok. V květnu 1686 čchingská armáda dorazila k Albazinu a zaútočila na něj. Rusové byli tentokrát mnohem lépe připraveni a opevněni a úporně se bránili do poloviny roku 1687, kdy Kchang-si nechal obléhání ukončit a dal přednost diplomatickému jednání. Současně – pod čchingským tlakem – v letech 1685–1688 na ruské osady a pevnosti v Zabajkalsku útočili Mongolové, než byli roku 1688 poraženi Rusy u Seleginského ostrohu.
Ruská vláda roku 1686 vyslala Fjodora Golovina k jednání o míru, se zástupci říše Čching se setkal v Něrčinsku v srpnu 1689. Na jednání si Mandžuové nárokovali země až k Bajkalu s odůvodněním, že kdysi patřily mongolské říši Jüan; Rusové navrhovali hranici na Amuru. Čchingští vyslanci využili absolutní vojenskou převahu svého vojska u Něrčinska k nátlaku na ruské vyjednavače a donutili je přijmout většinu čchingských požadavků. Nakonec se Golovin vzdal Albazinu a souhlasil s hranicí na horském hřbetu severně od Amuru. Dohoda zahrnovala i pravidla obchodních styků.

## Poamuří a Mandžusko vprvní polovině 17. století

Kmeny Poamuří a Zabajkalska v polovině 17. století

Koncem 16. a začátkem 17. století Nurhači sjednotil kmeny ťienčouských Džürčenů a roku 1616 se prohlásil za chána říše (Pozdní) Ťin. Od roku 1636 jeho nástupce Chuang Tchaj-ťi přejmenoval říši na Čching a svůj národ na Mandžuy.
V první polovině 17. století mandžuská říše Čching kontrolovala jižní část moderního Mandžuska, a sice území na dolním toku řeky Liao-che, poloostrov Liao-tung a oblast horního toku řeky Sungari. Severněji, mezi Amurem a čchingským územím, ležel široký pás osídlený svobodnými kmeny – Evenky (Tunguzy), Daury, Ďučery a dalšími. V povodí Amuru na Šilce a Arguni žily tunguzské kmeny, poté podél Amuru po Zeju mongolojazyční Daurové a podauření Evenkové, níže po proudu Amuru tunguzští Ďučeři, na dolním Amuru Natci a Ačani (předkové Nanajců a Ulčů), u ústí Amuru a na pobřeží Giljaci. Na severních přítocích Amuru až k Ochotskému moři žili Evenkové. Amurské kmeny vesměs žily z lovu a rybolovu, pouze Dauři a Ďučeři byli zemědělci pod vládou knížat sídlících v opevněných městečkách.
K těmto kmenům, v Číně nazývaným „Divocí Džürčeni“, podnikli Nurhači a Chuang Tchaj-ťi po roce 1613 řadu nájezdů, nicméně nepočítali severní kraje mezi své země a tamní kmeny mezi poddané, neobsadili jejich zemi, pouze při nájezdech získávali zajatce a vyžadovali přinášení tributu a tím uznání vazalské závislosti. Cílem čchingské politiky v Poamuří bylo vytvoření pásu řídce osídlených závislých území, který by zabezpečil říši ze severního směru, aby mohla být zahájena expanze na jih, do Číny.
Počátkem 40. let 17. století Rusové během průzkumu a zabírání Sibiře a Dálného východu dospěli do povodí Amuru, potenciálně významnému svým zemědělským potenciálem. V letech 1643–1646 horní a střední tok Amuru prozkoumala expedice Vasilije Pojarkova.
Poté Rusové začali zabírat povodí řeky: expedice Jerofeje Chabarova si podřídila Daury na horním toku Amuru a zimu 1650/1651 strávila v městečku daurského náčelníka Albazy. Následujícího roku postupovala po Amuru a silou si podrobovala místní kmeny, na podzim se usadila v Ačansku (v okolí moderního Chabarovsku) k přezimování, přičemž vzápětí odrazila útok Nanajců a Ďučerů.
Postup Rusů, kromě paniky u místních kmenů, vzbudil nevoli u vlády mandžuské říše Čching. Pro domorodce totiž Rusové představovali alternativu k mandžuské nadvládě. Současně po roce 1644 čchingská armáda – vojsko osmi korouhví – odešla do Číny, a v Mandžusku zůstaly jen malé síly. Čchingská vláda se proto obávala o bezpečnost své severní hranice. Za této situace se Mandžuové rozhodli vyhnat Rusy z Poamuří, a roku 1652 zahájili válku.

## Rusko-čchingské boje v50. letech

### Bitva vAčansku (1652)

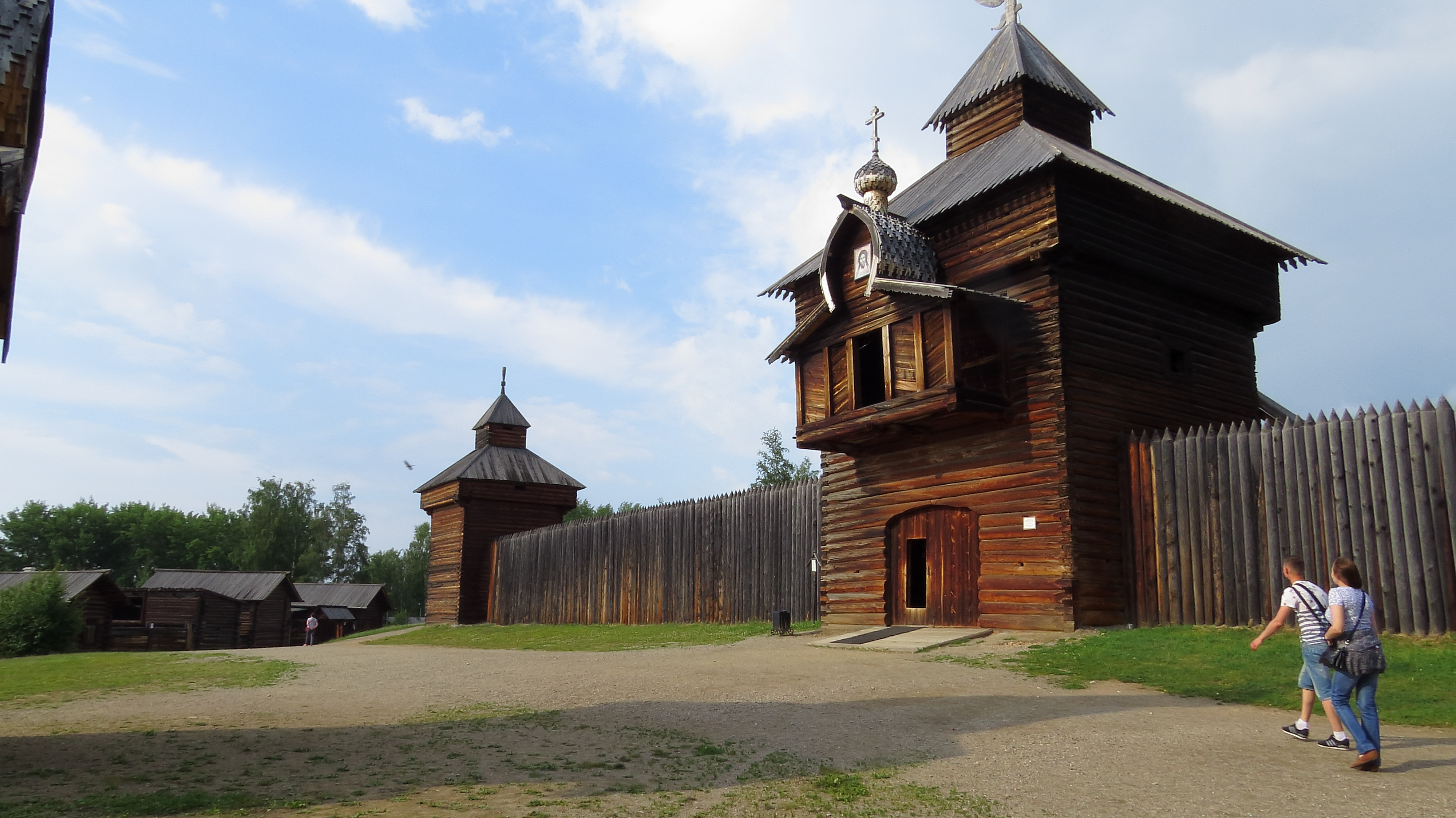
Ukázka opevnění ruských ostrohů v 17. století. Jižní stěna ilimského ostrohu s věží z roku 1667, přemístěná do muzea Talcy u Irkutska.

Proti ruským kozákům čchingské úřady vypravily z Ninguty 2000 mužů, kteří koncem února 1652 dorazili do Ačansku. Podařilo se jim zaskočit Rusy překvapivým útokem, během něhož dělostřelbou poničili ruské opevnění a průlomem v palisádě se pokusili vtrhnout do pevnosti. V průlomu je však kozáci rozstříleli. Podle pozdější zprávy Chabarova v bitvě padlo téměř sedm set útočníků, ale pouze deset Rusů, dalších 78 Rusů bylo zraněno.
Přestože zvítězili, Rusové chápali, že se střetli s mnohem nebezpečnějším protivníkem, než byly místní kmeny. Na jaře 1652 opustili Ačanský ostroh a odpluli vzhůru po Amuru. Čchingská vláda také považovala nového protivníka za nebezpečného. Velitelé poraženého vojska byli odvoláni a potrestáni; velení v Ningutě převzal zkušený mandžuský vojevůdce Šarhuda, pocházející z tamního regionu, který začal systematickou přípravu na boj s Rusy zahrnující organizaci vojska z místních obyvatel, výstavbu říčního loďstva a přípravu zásob potravin.

### Bitva na Sungari (1654)

Akce Rusů (červeně), Čchingů (modře) a pohyb amurských kmenů na jih (zeleně) v Zabajkalsku a Poamuří v letech 1652–1658

Čchingské úřady chtěly Rusy zbavit zdrojů potravin vysídlením Daurů z horního Poamuří na jih na řeku Sungari, roku 1656 přesídlily na jih i Ďučery. Přesídlování se jim kvůli odporu části domorodců, kteří dali přednost poddanství Rusům, nepodařilo úplně.
Na jaře 1654 Čchingové vypravili další armádu, která v dubnu 1654 na řece Sungari napadla oddíl kozáků vedený Onufrijem Stěpanovem. Stěpanovových 370 kozáků využilo převahy svých větších lodí a palebné síly a zahnalo 1000 mužů nepřítele z lodí na břeh. Tam však Rusové narazili na stovku elitních korejských mušketýrů podpořenou 300 Daury a 300 Mandžuy, všechny zakopané na blízkém vršku, ovládajícím soutok řek Sungari a Mudan. V čchingské střelbě se ruské útoky zhroutily. Ustupující ruské kozáky pak čchingské vojsko pronásledovalo tři dny.
V důsledku porážky Rusové ztratili přístup na Sungari a tím se ocitli pod tlakem nedostatku potravin, řečeno jejich slovy:
| „ | Ze Šingaly nás, sluhů tvých, bogdojští vojenští lidé vyhnali a obilí nedali. A my, sluhové tví, šli jsme z ústí Šingaly vzhůru po Amuru a měli velikou nouzi bez obilí a propříště my, sluhové tví, nevíme kde se uživit. | “ |

### Obléhání Kumarsku (1655)
Po bitvě na Sungari se čchingské vojsko vrátilo do Ninguty, zatímco Stěpanov se svými muži přezimoval v Kumarsku na středním toku Amuru. Připojilo se k němu několik menších ruských skupin přišlých ze Zabajkalska a Sibiře, takže měl kolem pěti stovek mužů. Kvůli obavám z čchingské armády se Rusové snažili Kumarsk co nejlépe opevnit, namísto běžné palisády nasypali za širokým příkopem zemní val, na němž postavili dvojitou palisádu vyplněnou hlínou a kamením.
Zatímco Šarhuda s novými útoky na Rusy nespěchal a věnoval se vysidlování domorodých Daurů, Ďučerů a Gogulů z Poamuří na Non a horní tok Sungari, čchingský velitel Minggadari, poslaný z Pekingu do Ninguty s oddílem korouhevních vojsk, se rozhodl na Rusy zaútočit ještě před koncem zimy. Měl asi tisíc mandžuských vojáků, s oddíly domorodců početnost jeho vojska Rusové odhadovali na celkem deset tisíc mužů. Mandžuové měli 15 děl a široký výběr obléhacích zbraní. V únoru 1655 oblehli Kumarsk, ale obléhání bylo neúspěšné. Rusové odolali čchingským útokům, třebaže jim začaly docházet střelivo a potraviny. Nedostatkem zásob ale trpěli i obléhatelé, a proto se čchingská armáda po třech týdnech obležení stáhla.

### Bitva vKorčejevské zátoce (1658)
Roku 1657 založili Mandžuové na místě dnešního Girinu loděnice a znovu přikázali Korejcům přivést posily. Následujícího roku vyrazila do útoku čchingská armáda o síle cca 1400 mužů, včetně stovky dělostřelců s padesáti kanóny, dvou set korejských mušketýrů a stovky střelců mandžuských, vycvičených mnohem hůře než Korejci. Začátkem června se na Amuru, nedaleko od ústí Sungari, střetla s cca pěti sty kozáky. Oproti roku 1654 měli Mandžuové mohutnější lodě a početné dělostřelectvo. Rusové se před přesilou pokusili ustoupit, ale nebyli schopni setřást rychlejší čchingské lodě a asi po 10 km pronásledování Stěpanov soustředil své lodě do obranné linie v Korčejevské zátoce na levém břehu Amuru. Čchingové obklopili ruské lodě a rozvinula se prudká přestřelka s použitím děl a ručnic, v níž Rusové podlehli. Děl totiž měli mnohem méně, a do ručnic měli málo střeliva. Sedm z jedenácti ruských lodí čchingští vojáci zapálili, tři ukořistili, na zbylé několik desítek Rusů uprchlo, další skupina se skryla v lesích. V boji podle různých zpráv zahynulo 209 až 270 kozáků včetně jejich velitele Stěpanova, a 110 čchingských vojáků (v tom osm Korejců) .
Čchingská armáda se po bitvě vrátila do Ninguty, přeživší kozáci se stáhli na dolní tok Amuru a následující rok odešli na sever k Jakutsku a na severozápad k Ilimsku. V amurském regionu pak na nějakou dobu nezůstala žádná organizovaná síla a nikdo ho nekontroloval. Ruský vliv v Poamuří byl po roce 1658 omezen na horní tok Amuru, kde ruští kozáci z Něrčinska vybírali jasak, a to i přestože jich v Něrčinsku a okolí nebyla ani stovka.

## Ruská kolonizace Poamuří v60. a 70. letech

Ruská kolonizace Poamuří a východního Zabajkalska od 60. do počátku 80. let 17. století.

Po několika letech se Rusové vrátili zpět na Amur a na místě zimoviště Jerofeje Chabarova z let 1650/51 vystavěli v roce 1665 Albazin. Založili ho ruští osídlenci z Ilimska, kteří se vzbouřili proti místnímu vojevodovi, zabili ho a odešli „do daurské země“. Vedl je Nikifor Černigovskij. Začali vybírat jasak, který odesílali přes Něrčinsk do Moskvy. Místní kmeny se snažili získat nabídkou ochrany a potravin, naopak Mandžuové místním přikázali odejít od Amuru na jih, kde by je měli pod kontrolou.
Osídlení Albazinu a okolí rychle rostlo, region by začátkem 80. let ve srovnání s ostatním Zabajkalskem nejvíce obydlený. Celkem tehdy v Zabajkalí a Poamuří žilo cca 1500 mužů ruského osídlení a stovky žen a dětí, dvě třetiny z nich v Albazinu a okolních vsích. Na Amur samovolně přesídlilo tolik Rusů, až se sibiřské úřady od Jeniseje po Jakutsk začaly obávat vylidnění „svých“ regionů.
V letech 1679–1681 albazinští kozáci podle příkazu z Něrčinska postavili menší ostrohy na středním Amuru v povodí Zeji  – roku 1679 Selemdžinský v ústí Selemdži a Verchnězejský na horním toku Zeji, a roku 1680 Dolonský na Zeje u ústí Dolonky. Roku 1681 něrčinští kozáci postavili Argunský ostroh na pravém břehu řeky Argun jihozápadně od Něrčinska.

## Rusko-čchingské diplomatické vztahy v50.– 70.letech

### Bajkovova mise (1654–1658)
Roku 1652 ruská vláda souhlasila s návrhem tobolských kupců (původem z Buchary) a kozáků na otevření obchodní cesty z Tobolska do Číny přes území Kalmyků a Mongolů a vyslala moskevského šlechtice Fjodora Bajkova do Tobolska, aby zorganizoval první karavany. V únoru 1654 byl Bajkov postaven do čela první ruské oficiální diplomatické mise k čchingské vládě. Měl navázat diplomatické styky a uzavřít dohodu o vzájemném obchodu. V březnu 1654 dorazil do Tobolska a od června 1654 pokračoval po Irtyši a skrze mongolské stepi do Pekingu, kde od března 1656 vedl rozhovory s čchingskými úředníky. Jeho oficiální přijetí čchingským císařem (Šun-č’, vládl 1643–1661) ztroskotalo na protokolu; čchingská vláda očekávala audienci v souladu s protokolem používaným u každého jiného podřízeného vazala říše Čching, kdežto Rusové neústupně žádali přijetí vycházející z rovnoprávnosti čchingského a ruského panovníka. Nakonec začátkem září 1656 došla čchingské vládě trpělivost a poslala Bajkova zpět do Ruska. Do Moskvy se vrátil na podzim 1658.

### Mise Perfiljeva a Ablina (1658–1662) a další mise Ablina (1668–1671)

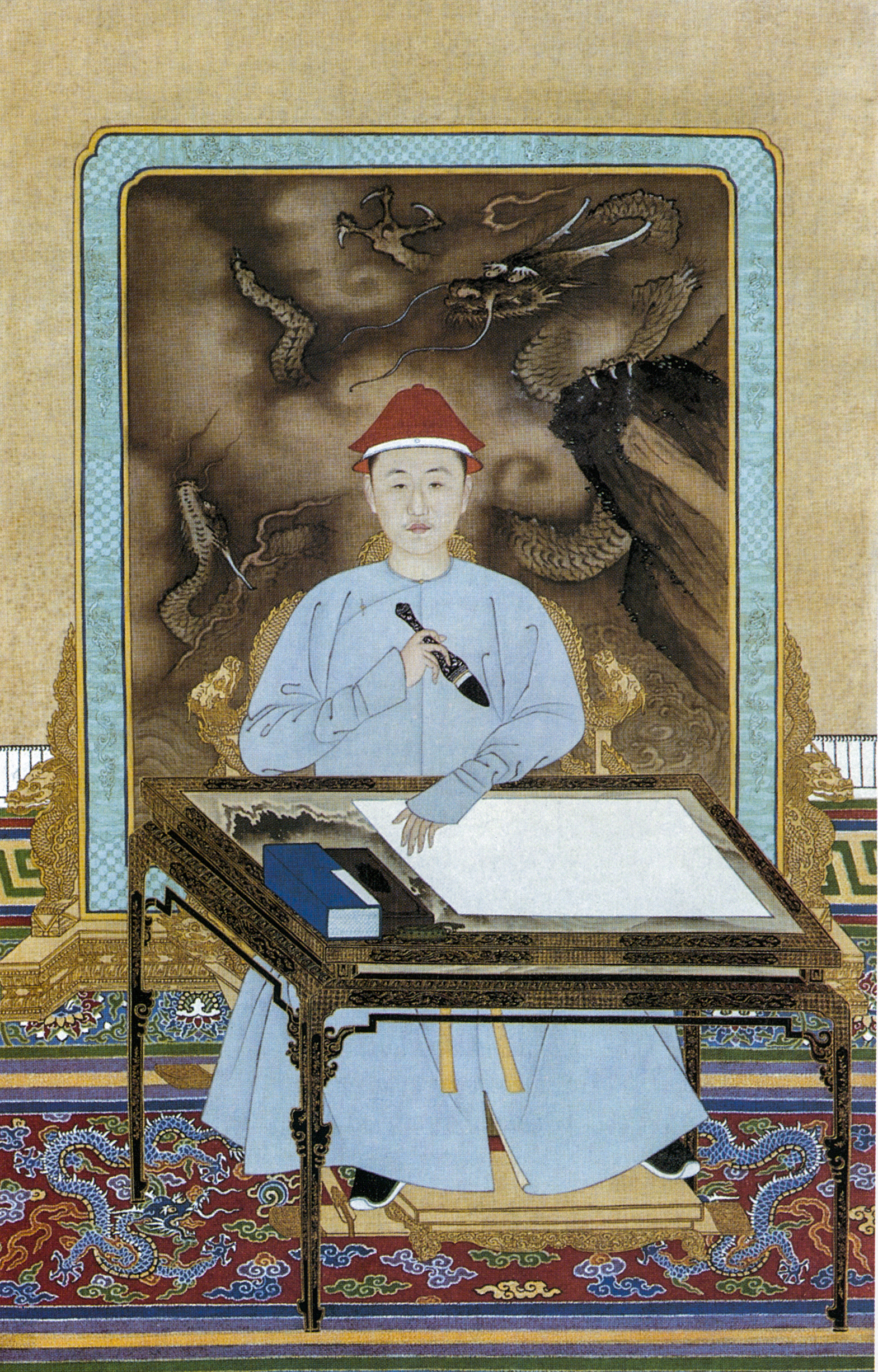
Čchingský císař Kchang-si za pracovním stolem

V září 1657 začala ruská vláda, znepokojená osudem Bajkova, připravovat další poselstvo k čchingskému císaři. Do jeho čela postavila syna bojarského Ivana Perfiljeva a tobolského kupce bucharského původu Seitkula Ablina. Na cestu vyrazili roku 1658, do Pekingu přijeli počátkem června 1660, carův list s návrhem na ustavení vzájemných styků předali v Dvoru závislých držav. Čchingská státní rada navrhla list odmítnout jako nevhodný – nepoužívající čínský kalendář a neúměrně vyvyšující cara přisvojujícího si tituly neschválené čchingským císařem. Nicméně nakonec byly dary a list přijaty, i když na něj nebylo odpovězeno.
Ablin se do Číny s oficiálním pověřením vydal znovu, po dvouleté přípravě, na podzim roku 1668. Do Pekingu přijel v říjnu 1669, setrval v něm tři a půl měsíce a byl neformálně přijat císařem Kchang-sim (vládl 1661–1722). Ablinův zájem byl především obchodní a politické otázky nechal stranou, čchingská strana však ústně vznesla žádost o vydání Gantimura, evenckého náčelníka, který roku 1667 přešel od Čchingů k Rusům. Při odjezdu se Ablin na rok zdržel kvůli neklidu v Mongolsku. Z Číny odešel až v létě 1671, do Tobolsku dorazil v říjnu 1671 a do Moskvy v únoru 1672. Jeho cesta byla hodnocena velmi příznivě kvůli finančnímu zisku, který přinesla.
Kromě státního se v 60. a 70. letech rozvíjel i soukromý obchod mezi ruskou Sibiří a Čínou. Jen roku 1672 byl do Číny vyvezeno ze Sibiře na 13 tisíc sobolích kožešin.

### Aršinského jednání sČchingy (1670)
V prosinci 1669 přišla k Něrčinsku na vzdálenost dvoudenního pochodu šestitisícová čchingská armáda v čele s Malou, zkušeným mandžuským diplomatem a úředníkem, jehož zástupce si v Něrčinsku stěžoval na agresivitu albazinských kozáků vůči Daurům a Ďučerům.
V dubnu 1670 v Něrčinsku čchingští poslové požadovali – v zájmu mírových vztahů – vydání Gantimura, přičemž vojenské akce proti kozákům z 50. let omlouvali tím, že čchingské úřady je měly za bandity a nevěděli, že jsou ruskými poddanými. Něrčinský vojevoda Daniil Aršinskij ze své iniciativy reagoval vysláním desátníka Ignatije Milovanova do Pekingu s listem, v němž vyzýval čchingského císaře k podřízení se carovi; nevydání Gantimura vysvětloval jeho stářím a nemocí a neexistencí carského rozhodnutí o něm a albazinské kozáky omlouval s tím, že se jen bránili útokům Daurů a Ďučerů, kteří tucet Rusů zabili a ukradli jim skot. Milovanov vyrazil v dubnu 1670, během měsíce dojel do Pekingu a předal list v Dvoru závislých držav, jehož úředníci ho oficiálně přeložili císaři jako nabídku cara na podřízení se, to jest právě opačně. Poté Milovanova oficiálně přijal císař před celým dvorem. Do Něrčinska se Milovanov vrátil s čchingským zástupcem, který Aršinskému předal císařův list carovi, v němž císař za vydání Gantimura sliboval mír.
Rusové na čchingský návrh bezprostředně nereagovali, vyslanec Nikolaj Spafarij se však o několik let později odvolával na tento list s tím, že nepřijel z iniciativy Moskvy, ale na čchingskou výzvu.
V únoru 1672 se u Něrčinska opět objevil čchingský posel s nevelkým vojenským oddílem a přesvědčoval náčelníky Rusům poddaných domorodců, aby přešli k Čchingům.

### Spafarijova mise (1675–1678)

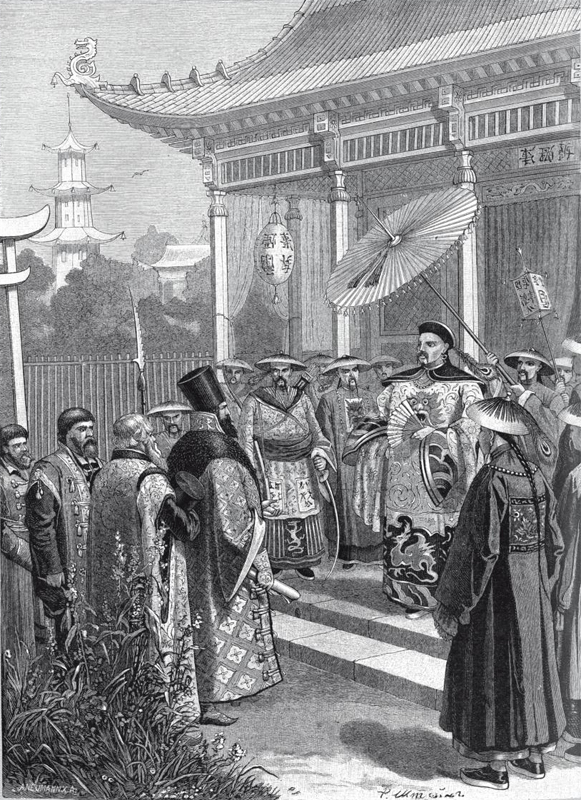
Ruští vyslanci v Číně, ilustrace časopisu Niva z 19. století

Mezi rokem 1670 a příchodem Spafarije se Čchingové třikrát dotazovali v Něrčinsku, kdy už přijede carův vyslanec. Roku 1675 se ruská vláda rozhodla vyslat do Pekingu zkušeného diplomata moldavského původu Nikolaje Spafarije. Měl za úkol ustavit oficiální obchodní vztahy a diplomatické styky. K teritoriálním otázkám se neměl vyjadřovat, ruská vláda totiž měla za to, že o ruských poddaných a území není třeba diskutovat.
Spafarij z Moskvy vyjel začátkem března 1675, cestoval přes Irkutsk, Něrčinsk a Albazin a na Velkém Chinganu se setkal s čchingskými zástupci. Rozhovory se Spafarijem vedli Mandžuové na Noně po tři měsíce do začátku března 1676. Ještě před zahájením jednání po něm chtěli předání carova listu a vydání Gantimura; o obojím odmítl i jen diskutovat. Nakonec se uchýlil k přetvářce a tvrdil, že car nemohl svolit k vydání Gantimura, protože v Moskvě nerozuměli císařovu listu z roku 1670, čemuž mandžuští diplomaté na Noně moc nevěřili, ale císařská rada v Pekingu vysvětlení přijala.
Do Pekingu Spafarij dorazil v polovině května a na mnoho týdnů se střetl s pekingským dvorským ceremoniálem, který předpokládal nižší status všech cizích států, automaticky považovaných za vazaly. Z prestižních důvodů – při problémech v Číně (rozsáhlé povstání tří vazalů v letech 1673–1681) – čchingská vláda nechtěla ustoupit. Neformálně byl v červnu přijat císařem a delegaci bylo dovoleno obchodovat. Nakonec Čchingové podmínili uzavření obchodní dohody vydáním Gantimura a dodržením ceremoniálu. Neoficiálně se Spafarij dozvěděl o záměru vyhnat Rusy z Albazinu a Něrčinska. V září 1676 odjel z Pekingu do vlasti, do Moskvy dorazil začátkem roku 1678.

## Čchingská příprava na válku a podněcování Mongolů (počátek 80. let)

Ruská kolonizace západního Zabajkalska od 40. do 80. let 17. století

Po porážce povstání tří vazalů v Číně roku 1681 si Čchingové uvolnili síly pro boj s Ruskem a od začátku 80. let začali připravovat útok na Rusy na Amuru a v Zabajkalí. Jejich nejsevernějšími opěrnými body v té době byly Ninguta na řece Mu-tan-ťiang, jižním přítoku Sungari, a Girin na horním toku Sungari, v němž od roku 1657 fungovaly loděnice, od roku 1674 pevnost, a který roku 1676 od Ninguty převzal roli sídla mandžuské správy regionu. Paralelně, kvůli obraně mandžuských území před usazováním Mongolů, Korejců a Rusů, císař roku 1678 nařídil na hranicích říše Čching vystavět opevněnou linii, takzvanou vrbovou palisádu.
Dva roky, 1681–1683, strávili Mandžuové přípravami – budováním cest, stavbou lodí, shromažďovaním zásob, zpravodajskou činností. Naplánovali útok na Albazin a v případě úspěchu počítali s pokračováním na Něrčinsk. Vojenským akcím předcházel diplomatický tlak, proto roku 1681 mandžuští vyslanci v Albazinu protestovali proti výstavbě ruských pevnůstek na Zeje, s tím, že jsou na jejich hranici. Rusové odvětili, že kmeny na Zeje jsou jejich poddanými a nejlepší hranice by byla na Amuru. Albazinci žádali ruskou vládu o posílení obrany před Mandžuy; z jihu v prosinci 1681 přišla od daurského náčelníka Loskadoje a tunguzských Ajusiho a Kajaldy (odehnaných z Amuru Mandžuy v 50. letech) prosba o přijetí do ruského poddanství a ochranu při cestě na sever s tím, že je Mandžuové chtějí přesídlit dále na jih do Číny a sami chtějí zaútočit na zejské ostrohy.
V listopadu 1682 do Albazinu a Něrčinska dorazili čchingští poslové s žádostí o rozhovory na Nonu, které nepřinesly výsledky. V prosinci se nakrátko pod Albazinem objevil tisícičlenný oddíl mandžuské jízdy vedený generály Pengcunem a Langtanem pod záminkou žádosti o vydání dvou utečenců. Ve skutečnosti hodnotili situaci v Albazinu. Langtan usoudil, že k jeho dobytí postačí tři tisíce vojáků s 20 děly, s tím, že vojsko by mělo přijít po zemi, a zásoby dopravit po řece.
Současně roku 1681 mongolské oddíly narušovaly hranici v Zabajkalsku v oblasti Selenginska a agent mongolského náčelníka Cecen-nojona se pokusil proti Rusům pozvednout místní Tunguzy a Burjaty; ti se však postavili proti němu. Z následného jednání s mongolskými vůdci, v čele s Tüšetü-chánem Čichundordžem, vyplynulo, že Mongolové chtějí vrátit Burjaty, kteří odkočovali k Rusům, a zrušení ruských pohraničních pevností. Obojí Rusové jednoznačně odmítli. Roku 1681 s Čichundordžem jednali též Mandžuové a přiměli ho k útokům na Rusy, od září 1681 následovaly nájezdy mongolských oddílů na Zabajkalsko trvající do začátku roku 1682. Paralelně k Rusům utíkali řadoví Mongolové a Burjati, k velké nevoli mongolských chánů a nojonů. Roku 1682 však někteří mongolští tajši (náčelníci) zahájili s Rusy mírové rozhovory a na podzim dohodli mír.

## Boje vPoamuří a Zabajkalí 1683–1686

### Boje na Amuru (1683–1684)

Čchingská ofenzíva v Poamuří v letech 1683–84 (modře) a mongolský výpad k Tunkinskému ostrohu roku 1684 (zeleně). Ruská opevněná sídla vyznačena červeně, čchingská modře.

Na jaře 1683 čchingská vojska začala přesun k Amuru. Mandžuové se usadili v ústí Zeji a vybudovali zde pevnost Ajgun, u ústí Kumary stejnojmennou pevnost Kumara a ještě jednu pevnost mezi nimi. V červnu Mandžuové u ústí Zeji zajali většinu ruského oddílu, který plul z Albazinu vystřídat posádku zejských ostrohů. Ve třech ruských ostrozích na Zeje bylo v té době celkem 67 kozáků a v Albazinu něco přes stovku. V Něrčinsku a zabajkalských ostrozích měl tamní vojevoda dohromady dvě stovky kozáků. Velikost čchingské armády odhadli Rusové na deset tisíc lidí na 300 lodích, se 300 velkými i malými děly.
Ve druhé polovině roku 1683 Mandžuové podnikli výpad k jezeru Dalaj núr a pomocí oddílů o 400–500 mužích obsadili ruské ostrohy v povodí Zeji, poslední (Verchnozejský) v únoru 1684. Do zajetí padlo kolem stovky ruských kozáků a lovců. V říjnu 1683 do Albazinu dorazili dva ze zajatců s dopisem čchingského císaře s tradičními požadavky – vydat Gantimura, vyklidit Albazin, jinak hrozil válkou.
Začátkem července 1684 čchingský jízdní oddíl obsadil ruskou ves Čulkovo nedaleko Albazinu a zajal část obyvatel. Poté se ruští rolníci z okolí stáhli do Albazinu a lovci také nevyrazili za soboly. Celkem se ve městě shromáždilo 120 služilich ljuděj (vojáků a úředníků), 97 rolníků a 250 ostatních, především lovců. Čchingská armáda se však – přes císařovo zdůrazňování, jak je důležité zmocnit se sklizně – neobjevila a na podzim Rusové překonali obavy z Mandžuů a sklidili úrodu, i když opožděně – obilí již z poloviny vypadalo z klasů.
Současně s událostmi na Amuru čchingský císař žádal chána Čichundordže o útok na Selenginsk a Irkutsk, avšak zatím vůdce mírové strany mezi Mongoly, Čichundordžův bratr Dzanabadzar, navázal kontakt s Rusy. Chánovi poslové v dubnu 1684 v Selenginsku požadovali zpět „své“ Burjaty a hrozili čchingským útokem. Rusové přijali Mongoly zdvořile, ale neústupně. Chán se poté rozhodl zachovat neutralitu, i když drobné nájezdy zejména v oblasti Tunkinského ostrohu pokračovaly i v létě 1684. Rusové je odráželi za pomoci místních Burjatů a Tunguzů.

### Reakce Moskvy: posilování obrany (1683–1685)
Carská vláda reagovala začátkem roku 1683 reorganizací správy východní Sibiře, když všechny východosibiřské újezdy: Jakutský, Irkutský (vzniklý roku 1682), Ilimský, Něrčinský a demonstrativně nově zřízený Albazinský újezd soustředila v Jenisejském razrjadu (založeném nedávno předtím, roku 1677) a podřídila novému jenisejskému vojevodovi Konstantinovi Ščerbatovovi. Poté, co do Moskvy dospěly zprávy o bojích roku 1683, přikázala v lednu 1684 tobolskému vojevodovi Alexeji Golicynovi sebrat z vojáků na západní Sibiři 600 lidí a na jaře je poslat do Jenisejska Ščerbatovovi, který k nim měl přidat 400 dalších a vyslat za Bajkal, což na Sibiři vyvolalo vlnu horečné aktivity. Do Albazinu byl z Moskvy poslán Alexej Tolbuzin (na místo přijel v květnu 1684), vyměněni byli i ostatní východosibiřští vojevodové. Noví náčelníci posilovali opevnění Albazinu i Něrčinska i dalších ostrohů; od druhé poloviny roku 1684 jim začaly přicházet posily a výzbroj.
Začátkem roku 1685 tak bylo v důležitých ostrozích – Albazinu, Něrčinsku a Irkutsku – po dvou až čtyřech dělech a stovce píšťal. Zmíněné posily z Tobolska a Jenisejska pod vedením Afanasije Bejtona musely koncem roku 1684 děla a nemalou část materiálu nechat na zamrzlé Angaře a v lednu 1685 vyrazily z Ilimska na východ „nalehko“ bez nich. Ščerbakov přikázal podřízeným vojevodům posílit opevnění ostrohů, například Selenginský ostroh byl nově vystavěn, a nabrat dalších 350 vojáků z místních lidí, ale Moskvě si stěžoval, že nemají výcvik a žádal o zaslání nejméně 700 zkušených vojáků, kterými chtěl vyztužit obranu od Jenisejska na východ. Ruská vláda se omezila na zaslání 10 důstojníků, 20 dělostřelců a výzbroje – 10 děl, střelného prachu a olova.

### Obležení a pád Albazinu (1685)

Čchingská ofenzíva v Poamuří roku 1685 – obležení Albazinu a jeho dobytí (modře), ústup Rusů k Něrčinsku (červeně čárkovaně), návrat Rusů do Albazinu (červeně), příchod Bejtonova oddílu do Něrčinska (červeně čerchovaně) a útoky Mongolů (zeleně).

Po nevýrazné kampani roku 1684 Kchang-si odvolal váhavého velitele čchingské armády na Amuru Sabsua a v únoru 1685 vydal edikt, ve kterém zopakoval obvinění Rusů z expanze, přikázal jejich zničení a nakázal svým vojevůdcům poslat do Albazinu ještě jedno poselstvo s výzvou stáhnout se z čchingského území do Jakutska, jež měl potom tvořit hranici.
V dubnu 1685 čchingský císař poslal ruskému carovi listy (v ruštině, latině a čínštině) s podmínkami míru. Ruským úřadům v Albazinu, v Jakutsku, v Selenginsku a v Tobolsku je předali kozáci propuštění Čchingy ze zajetí. Do Moskvy první z listů dorazil v listopadu 1685. V listech císař nabízel mír a obchodní styky, pokud bude dohodnuta hranice u Jakutska a Jenisejska.
Od začátku roku 1685 se v Zabajkalí množily zprávy o připravovaném mongolském útoku. V březnu 1685 se třísetčlenný jezdecký oddíl Mandžuů objevil pod Albazinem, v blízkosti města zajal či zabil osazenstvo jednoho mlýna a přítomné kozáky a odešel. Poté rolníci v okolí Albazinu zaseli.

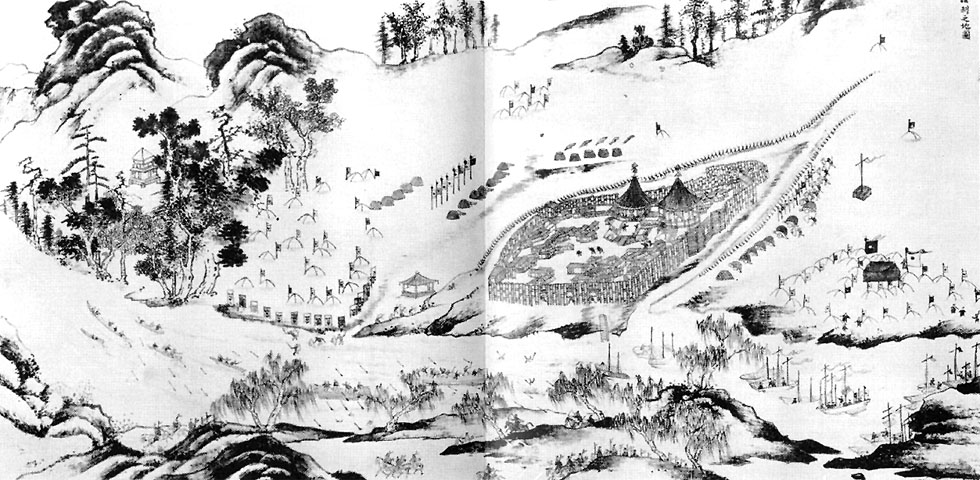
Čchingské vojsko obléhá Albazin, ilustrace čínské knihy z konce 17. století

Začátkem června 1685 čchingská jízda odehnala albazinským koně a 10. června se hlavní síly čchingské armády vylodily u Albazinu. Vedli je Pengcun a Langtan. V následujících dvou dnech čchingské vojsko obklíčilo Albazin, stavělo pozice pro děla a od 12. června začalo obležení. Mandžuové měli 4200 mužů včetně 1200 nevojáků, 30 velkých a 15 malých děl; navíc 1000 jezdců přišlo po břehu. Pouze stovka Mandžuů měla píšťaly, ukořistěné u Rusů. Obránců Albazinu bylo 450, se 3 děly a 300 píšťalami, ve městě bylo i několik set žen a dětí.
Po deseti dnech obležení Albazinu Mandžuové zahájili všeobecný útok. Čchingská dělostřelba ničila palisádu, od zápalných šípů shořely sýpky, část budov a kostel. Za den bojů zahynula více než stovka obránců a skoro 150 útočníků. Bylo také zničeno jedno ze tří ruských děl. Rusům došly zásoby střelného prachu i kulí. Vojevoda Tolbuzin proto požádal čchingského velitele Langtana o svolení k odchodu ruské posádky i civilistů z Albazinu do Něrčinska, což Čchingové přijali.
Jen krátce před Albazinci, 9. července, do Něrčinska konečně dospěl Bejton se 447 vojáky a třemi lehkými děly, zbytek oddílu – 126 lidí s děly a zásobami, kteří zůstali na Angaře – dorazil později.
Po dobytí Albazinu zaslal císař list na Udský ostroh s požadavkem vyklidit řeku Udu a stáhnout se na „hranici“ do Jakutska. Mandžuové se objevili i na horním toku Udy. Znepokojený jakutský vojevoda začal posilovat opevnění Jakutska a domorodci z pobřeží Ochotského moře žádali v Ochotském ostrohu o ochranu.

### Mongolské útoky na Rusy (1685)
V dubnu 1685 dorazil Bejtonův oddíl do Udinsku, ale zde se měsíc zdržel, protože dvoutisícový mongolský oddíl mu odehnal koně a tažná zvířata. Útočníky se vydalo pronásledovat přes 400 kozáků a necelé tři stovky místních lovců, potulných lidí a Tunguzů. Podařilo se jim na Mongolech vydobýt část koní, 150 hlav skotu a tisícovku ovcí a beze ztrát se vrátit.
V květnu 1685 v Irkutsku Čichundordžovi poslové opět požadovali zpět „své“ Burjaty a hrozili čchingským útokem. Poté Mongolové zaútočili. Začátkem června 1685 oblehli Selenginsk a blokovali Udinsk. Rusové se Mongolů nebáli, obávali se však mandžuské armády. Mongolsko-čchingská vojenská spolupráce se však omezila na zaslání nejméně pěti tisíc mongolských jezdců k výcviku u Pekingu. V červnu také mongolské vojsko Cecen-nojona zaútočilo na Tunkinský ostroh osazený 43 kozáky. V třídenních srážkách zahynuli tři kozáci a několik padlo do zajetí, Mongolové se stáhli poté, co se přiblížila ruská posila z Irkutska o 120 mužích. Dzanabadzar poté své oddíly stáhl z ruského území a pustil na svobodu ruské zajatce, které vymohl na Cecen-nojonovi.
V létě 1685 Mongolové útočili i v okolí Něrčinsku, kde odháněli dobytek a zastrašovali domorodce; v červenci až srpnu 1685 obléhali Argunský ostroh, útočili i na Telembinský ostroh. V Zabajkalí Mongolové odešli od Selenginsku a Udinsku, neklid však trval.

### Obnovení Albazinu (1685)
V polovině července 1685 ruský průzkumný oddíl zjistil, že Mandžuové opustili Albazin a odešli k Nonu a dále na jih; pouze v Ajgunu nechali nevelký oddíl o 500 mužích. Stáhli se tak rychle, že nestačili zničit úrodu na polích. Sklizeň z polí v okolí Albazinu byla rozhodující pro udržení města, zásobování velké posádky z Irkutska by totiž bylo velmi obtížné až nereálné. Vlasov neprodleně vyslal Tolbuzina, Bejtona a většinu svých kozáků do Albazinu, kde na podzim bylo už 514 kozáků a 155 rolníků a lovců, zatímco v Něrčinsku zůstalo jen 173 kozáků a úředníků. Tolbuzinovým lidem se podařilo sklidit většinu úrody, současně stavěli nové, lepší opevnění Albazinu. Začátkem roku 1686 bylo v Albazinu už 725 mužů, zatímco v Něrčinsku a okolních ostrozích 340 kozáků a stovka lovců.
Mandžuové rychle zjistili, že se Rusové vrátili, a vysílali proti nim jízdní oddíly a útočili na osady v okolí pevnosti. Tolbuzin zorganizoval aktivní obranu pomocí kozáckého jezdectva pod vedením Bejtona, od října 1685 do jara 1686 tak mezi Albazinem a Ajgunem probíhaly srážky mezi Mandžuy a kozáky. Na jaře se Mandžuové stáhli, ruští rolníci proto mohli obnovit některé vsi, dovést dobytek z Něrčinska a zasít.

### Druhé obležení Albazinu (1686–1687)

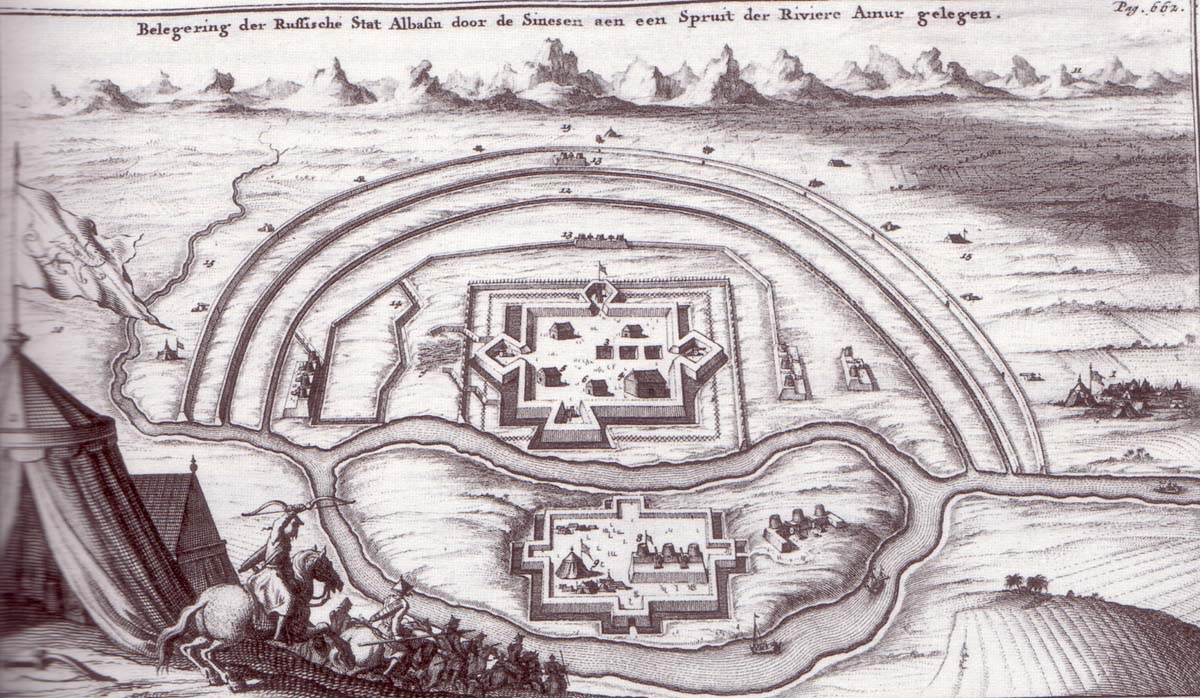
Obležení Albazinu čchingským vojskem. Nizozemská rytina z 18. století.

V létě 1686 Mandžuové vedení Sabsuem a Langtanem vytáhli na Albazin. Kozácké hlídky pochod nepřátelské armády včas zjistily a varovaly obyvatelstvo, které se skrylo v pevnosti. V ní měl Tolbuzin 826 obránců, jeden moždíř a osm děl, dostatek prachu a olova, zásobu obilí do léta 1687.
Obléhatelé připluli k Albazinu 7. července na 150 lodích. Měli do 5 000 nebo až 6 500 mužů se 40 děly, velel jim opět Langtan. Jeho úkolem bylo dobýt Albazin a bez odkladu i Něrčinsk. K pochodu na něj měl 3 000 koní. Po týdnu bojů byl Tolbuzin raněn a po několika dnech zemřel, velení po něm převzal Bejton.
Poté, co se Rusové ubránili náporu prvních dní útoku, císař Kchang-si svolil k dlouhodobému obléhání. Do října obránci provedli pět výpadů, zabili na 150 nepřátel a ztratili 65 mužů. Mandžuové zatím obehnali pevnost valy, z týlu zajištěnými zákopy. Na protějším břehu Amuru vybudovali valem opevněný tábor. V září Čchingové znova podnikli útok – neúspěšně. Neuspěl ani pokus podkopat se pod val, podkop zničili kozáci při výpadu. V říjnu měl Langtan už 10 tisíc mužů a zaútočil znovu, k útoku připravil dvě dřevěné hradby. Kozáci, obávající se jejich přitažení k pevnosti a zapálení, jednu zapálili při výpadu a druhou vyhodili do povětří z podkopu. Pak Mandžuové „zametali“ pevnost dřevěnými poleny z katapultů, což Rusům řešilo nedostatek palivového dříví. V říjnu až listopadu zahynulo přes 100 obránců při výpadech a bombardování, přes 500 dalších zemřelo od kurdějí a naživu zůstalo jen 150 Rusů, kteří však byli kvůli kurdějím ze dvou třetin neschopni boje. Čchingská armáda v bojích a následkem hladovění a nemocí přišla o dva a půl tisíce vojáků a mnoho nevojenského personálu.

### Reakce Moskvy: Golovinův pochod sposilami (1686–1687)

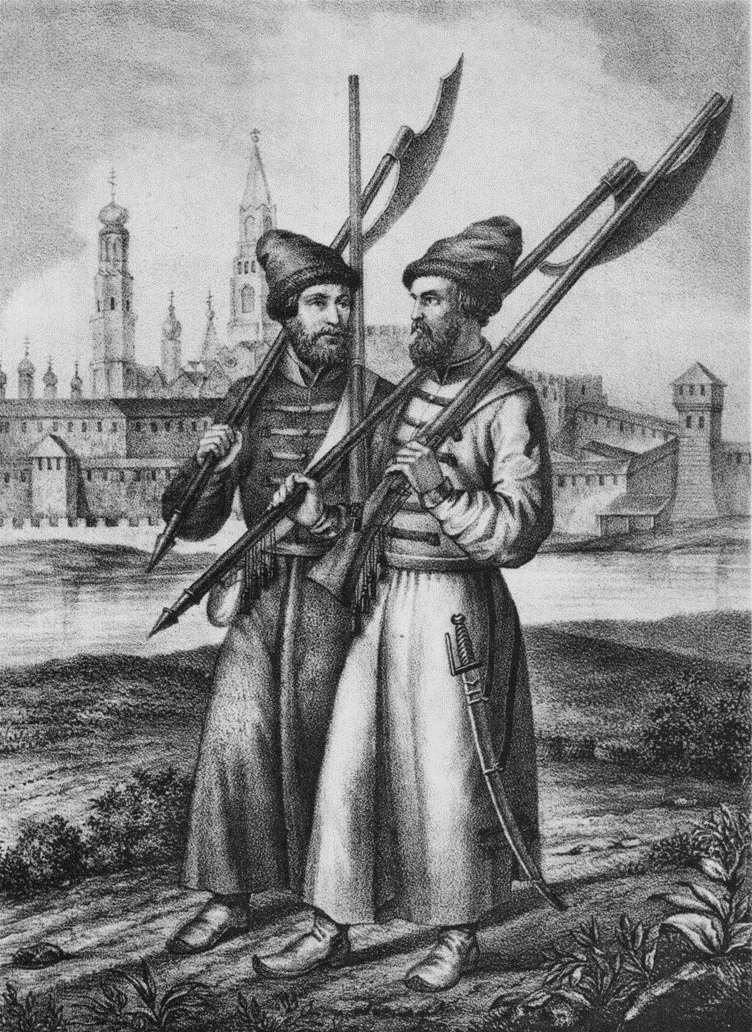
Vojáci moskevských střeleckých pluků, rok 1674. Ilustrace z Istoričeskoje opisanije oděždy i vooruženija rossijskich vojsk (Historický popis oděvu a výzbroje ruských vojsk, 1841–62).

Koncem roku 1685 ruská vláda rozhodla o posílení vojsk v Zabajkalí 500 střelci z Moskvy a 1 400 ze Sibiře, pro které v lednu 1686 vypravila z Moskvy 1 000 píšťal, 20 děl a těžký moždíř a značné množství střelného prachu, olova, dělových koulí a granátů. Zajištění přesunu takového množství vojáků bylo pro sibiřské úřady a obyvatelstvo mimořádným výkonem. Rozhodnutí znamenalo značný růst sibiřských vojsk: k roku 1688 bylo na celé Sibiři 7 215 služilich ljuděj (vojáků i úředníků).
Současně v prosinci 1685 carská vláda zplnomocnila k vedení mírových rozhovorů Fjodora Golovina a pověřila ho obranou a obnovou válkou poškozeného pohraničního území. Cílem ruské vlády bylo potvrzení hranice na Amuru až k jeho ústí, kterou považovala za přirozenou. V krajním případě Golovinovi dovolila ustavení hranice na Amuru po ústí Zeji, v nejkrajnějším u Albazinu s právem lovu až po Zeju, a zbytek nechat nerozhraničený. V každém případě chtěla zachovat ruské osídlení a svrchovanost nad domorodci, kteří již přijali ruské poddanství. Současně požadovala odškodnění za čchingské útoky. Souhlasila s výměnou přeběhlíků, ne však s vydáním ruských poddaných (potomků a lidí Gantimura, navíc již pokřtěných).
Usilovným pochodem dorazil Golovin s moskevským vojskem před začátkem zimy 1686/87 do Rybinsku na Angaře, kde přezimoval. Část vojáků však poslal zimními cestami vpřed, v Irkutsku se k nim připojily místní posily a tak koncem března 1687 došlo do Něrčinska 227 kozáků, a do Udinska 144. Zatímco v létě 1687 Mandžuové opevňovali Ajgun, v červenci Golovin dorazil s vojskem do Irkutska, překročil Bajkal a v polovině září 1687 soustředil své vojáky v Udinsku a okolí.
V Udinsku se Golovin soustředil na vyjednání dohody s Mongoly. Nabízel jim společnou obranu proti Čchingům, která by posílila bezpečnost obou stran. Čchingové naopak přesvědčovali Mongoly k útoku na Rusy. Roku 1687 Mandžuové získali na svou stranu Tüšetü-chána Čichundordže. Společný mandžusko-mongolský útok na Něrčinsk byl naplánován na jaro 1688. Dzanabadzar však trval na zachování míru s Ruskem a odmítl se války účastnit. Golovin pochopil, že Čichundordže nepřemluví, a od léta 1687 o přátelských úmyslech Rusů přesvědčoval jiné vybrané mongolské náčelníky, a sice Cecen-nojona a další, včetně Dzanabadzara. Současně během léta 1687 Mongolové prováděli menší nájezdy na ruské území a odháněli skot.
Koncem října 1687 se Golovin přesunul z Udinska, kde ponechal většinu vojáků, do Selenginska, blíž k hranicím. V listopadu 1687 vypravil posla do Pekingu s informací o svém příjezdu a návrhem na určení místa a doby rozhovorů.

### Reakce Moskvy: mise Veňukova a Favorova a ukončení obležení Albazinu (1686–1687)
Současně s vysláním Golovina do Zabajkalska carská vláda poslala do Pekingu vyslance Nikifora Veňukova a Ivana Favorova s úkolem předat carovu listinu s vyjádřením rozhořčení nad čchingskou agresí a návrhem na mírovou konferenci v Albazinu, pokud Čchingové ukončí boje a odejdou z ruského území. Vyslanci v srpnu 1686 dorazili na mongolské území a více než měsíc vedli rozhovory s bojovně naladěným Čichundordžem i jeho bratrem Dzanabadzarem, prosazujícím mír.
Veňukov a Faforov přijeli do Pekingu 31. října 1686. Již následující den začala jednání. Mandžuové tvrdili, že nejsou s Ruskem ve válce, a boje zdůvodňovali svévolně se usazujícími kozáky a odmítnutím vydat Gantimura něrčinskými úřady. Tvrdili, že čchingský císař chce mír a ukončí obležení Albazinu; teritoriální nároky omezili na Poamuří. Výsledkem rozhovorů byla dohoda o příměří. V polovině listopadu ruští vyslanci odjeli z Pekingu do vlasti.
K Albazinu se informace o příměří dostala počátkem prosince. Čchingská armáda poté zastavila ostřelování, ale neodešla od města; Albazinským sice umožnila styk s Něrčinskem, a dovoz potravin, ale bránila jim v získání borového chvojí (používaného proti kurdějím) a dřeva. Až v květnu 1687 Mandžuové odešli do 4 km vzdáleného tábora. V Albazinu tehdy zůstalo naživu již jen 66 kozáků. Koncem srpna 1687 se Mandžuové stáhli do Ajgunu, když bylo jasné, že Golovin s posilami toho roku nepřijede. Po odchodu nepřátelského vojska Albazinští začali obnovovat stavení a připravovat pole k setbě.

## Rusko-čchingské příměří, jednání a boje Mongolů a Džúngarů (1686–1689)

### Mongolské neúspěšné útoky na Rusy a Džúngary (1688)

Čchingská ofenzíva v Poamuří v letech 1686–88 (modře, cesta a návrat vyslanců modře čerchovaně) a mongolské útoky (zeleně) a postup Golovinova pluku (červeně; postup menšího oddílu do Něrčinska červeně čerchovaně).

Už od roku 1686 se zhoršovaly vztahy mezi Mongoly a Džúngary, navzdory snaze čchingské diplomacie vyzývající je ke smíru, aby měli Mongolové volné ruce k válce s Rusy. Koncem roku 1687 mongolský chán Čichundordž zaútočil na svého západního souseda a spojence Džúngarů, Dzasagtu-chána a zabil ho. V boji padl i bratr džúngarského chána Galdana. Současně se Mongolové rozhodli rozpoutat válku proti dvěma protivníkům. Zatímco Čichundordž se soustředil na boj s Džúngary, v lednu 1688 Čichundordžův bratr Šidiširi bagatur-chuntajdži vyrazil proti Rusům.
Šidiširiho Mongolové kvůli sněhu nemohli projít za Bajkal, proto se rozhodli zaútočit na Selenginsk a Udinsk. Podle plánu měla jedna část vojska zaútočit na Selenginsk a druhá zablokovat cestu na západ, k Bajkalu a do Irkutska. Podle různých odhadů současníků jich bylo 4 až 12 tisíc a protentokrát disponovali děly a píšťalami zaslanými z Pekingu. Rusové měli v té době v Zabajkalí kolem dvou tisíc vojáků: v Albazinu stovku, v Něrčinsku přes 400, v Selenginsku kolem 250, v Udinsku a okolních vsích něco přes tisíc. Začátkem ledna 1688 Mongolové v počtu asi 5 tisíc oblehli Golovina v Selenginsku a přišli k Udinsku. Iniciativu na ruské straně převzal velitel moskevských střelců, plukovník Fjodor Skrypicyn, který s 500 střelci vytáhl z Iljinské slobody (severozápadně od Udinska) k Udinsku, třikrát se srazil s Mongoly, obsadil jejich tábor a v třídenním boji se ubránil třem tisícům útočících Mongolů. Mongolové se poté vzdali plánu postupovat k Bajkalu a na Irkutsk a stáhli se. Moskvané měli jen málo mrtvých, ale polovina jich utrpěla zranění, proto se neodvážili zaútočit na Mongoly obléhající Selenginsk a požádali v Irkutsku o posily.
Do bojů se poté na ruské straně zapojili i místní Burjati a Tunguzové, jejichž nájezdy do Mongolska museli ruští velitelé dokonce mírnit, aby se nezkomplikovaly vztahy s mongolskými náčelníky neúčastnícími se útoku. V polovině března plukovníci Skrypicyn, Pavel Grabov a Anton Smalenberg shromáždili v Udinsku 1 500 mužů a vyrazili na pomoc Selenginsku, stále se bránícímu mongolským útokům. Šidiširi s vojskem vytáhl proti příchozím Rusům a 20. března na ně zaútočil ve stepi 20 km od města. S pomocí jízdy ze Selenginsku, vyslané Golovinem do zad nepřátel, Rusové Mongoly rozdrtili a zahnali do Mongolska.
Po mongolské porážce Čchingové odložili útok na Něrčinsk, připravovaný na duben 1688, a rozhodli se využít mírových jednání, které navrhli provést v Selenginsku s tím, že každá strana přivede maximálně 500 vojáků (což nemínili dodržet). Zatím Dzanabadzar informoval Rusy o čchingských aktivitách i dění v Mongolsku. I během bojů Dzanabadzar, přestože stejně jako chán požadoval vydání Burjatů poddaných Rusům, prosazoval mír, žádal po Šidiširovi přerušení obležení a ujišťoval Golovina, že jeho lidé se bojů neúčastní.
Paralelní boj Mongolů s Džúngary byl také neúspěšný. Galdan na jaře 1688 porazil Čichundordžovy síly a pak postupoval na východ na jeho území, které poplenil. Mongolové před Džúngary prchali na všechny strany, k Rusům i Čchingům.

### Porážka Mongolů Džúngary a odložení čchingsko–ruské mírové konference (1688)

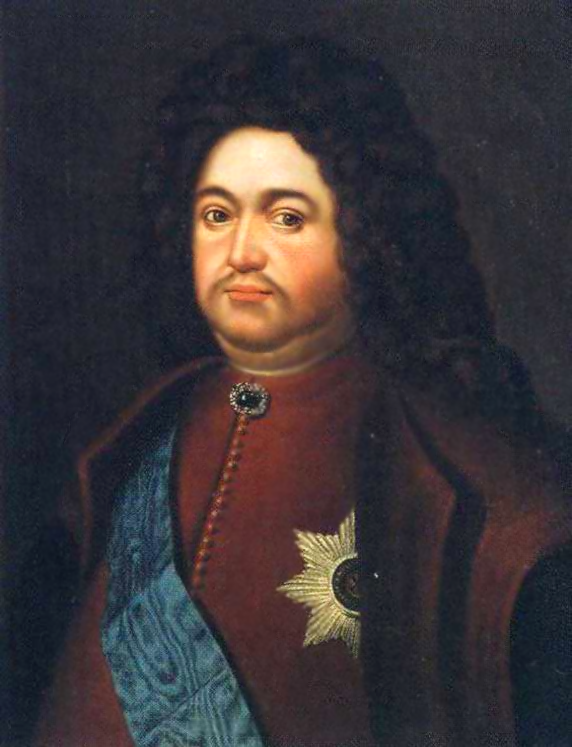
Fjodor Alexejevič Golovin

Golovin na jaře 1688 opevňoval Udinsk a Selenginsk a naplánoval útok na Mongoly ze dvou směrů, který však odložil poté, co přišly informace o džúngarském vítězství nad Čichundordžem a postupu Džúngarů na východ do Mongolska.
Císař Kchang-si jmenoval do čela čchingské delegace určené pro jednání s Rusy zkušeného státníka Songgotu, svého strýce Tchung Kuo-kanga, vojevůdce Maciho a další. Z Pekingu vyjeli s početným doprovodem koncem května 1688. Začátkem července, již na mongolském území, začali potkávat mongolské uprchlíky z války s Galdanem. Songgotu proto zastavil cestu a 22. července k němu dorazili kurýři z Pekingu přikazující návrat. O odložení mírových jednání kvůli válce Džúngarů s Mongoly Čchingové neprodleně informovali Golovina; Golovin odvětil požadavkem na stažení čchingských oddílů z ruských území a rozhodl se přesunout do Albazinu. Proto koncem srpna vytáhl se svým plukem (1 160 mužů) na Něrčinsk; v Udinsku nechal posádku o 120 a v Selenginsku o 164 mužích.
Zatím začátkem července 1688 pod Albazin připlula velká čchingská armáda jdoucí na mírová jednání, a proto požadující od Bejtona podporu. Na podzim 1688 čchingská armáda v albazinském regionu zničila úrodu na polích a tamní posádka se ocitla v nebezpečí hladu. Nicméně v květnu 1689 Albazinští znovu zaseli.
Golovin proto, a kvůli obavě z mandžusko-mongolské ofenzivy proti Galdanovi, která by mohla ohrozit i Zabajkalí, na podzim 1688 přerušil přesun do Něrčinska a zaměřil se na řešení problému mongolských přesídlenců, prchajících na ruské území před válkou po stovkách a tisících. Začal s tabunutskými tajši, kteří odmítali ruské podanství, ale současně trvali na svém právu kočovat v Zabajkalí. Golovin na ně koncem září 1688 zaútočil s oddílem 500 Rusů a 300 Burjatů a Tunguzů a porazil je. V říjnu jich 3 000 (v tom 1 200 mužů) přijalo ruské poddanství. Přijetí poddanství navrhl i dalším mongolským skupinám zdržujícím se podél hranice, mnozí souhlasili. Celkem od července 1688 do března 1689 přišlo k Rusům z Mongolska na 10 000 lidí. Někteří náčelníci hledali u Rusů pouze dočasné spojenectví a nechtěli se vzdát politické samostatnosti, proto se vrátili do Mongolska, jejich lidé však mnohdy zůstávali.
Na podzim 1688 pokračovala i mongolsko-džúngarská válka. Čchingové posilovali ostrahu hranic a pokusili se přesvědčit Galdana k míru. Čichundordž požádal Čchingy o pomoc, ale ti na něm požadovali vzdání se samostatnosti a přijetí poddanství. Mongolové odmítli a opevnili se na ostrůvcích jezera Olgoj, aby zneutralizovali převahu džúngarské jízdy. I tak byli koncem srpna 1688 v několikadenním boji poraženi, Čichundorž, Dzanabadzar a další mongolští náčelníci se zachránili útěkem k Čchingům, načež jim nezbylo než přijmout čchingské poddanství.
Galdan šířil fámy, že své akce koordinuje s Rusy a ruské akce proti tabunutským Mongolům na podzim 1688 jeho propagandu podpořily. V listopadu 1688 navíc vyslal poselstvo do Irkutska s návrhem na společnou válku proti Mongolům a navázání obchodních vztahů. Jako vstřícný krok se vzdal nároků na obyvatelstvo Sajan. Golovin nespěchal s odpovědí. Obával se návratu Galdana na západ a následné mandžusko-mongolské ofenzívy do Zabajkalí, proto Galdanovi odpověděl návrhem „neuzavírat mír s Mongoly ani Mandžuy před rusko-čchingskými jednáními a neustupovat před nimi do Džúngarska“. Po seznámení se s Golovinovým postupem analogický dopis poslala v červenci 1689 Galdanovi ruská vláda.

### Dohoda osjezdu vyslanců a čchingské tažení na Něrčinsk (1689)

Pohyb čchingského (modře) a ruského (červeně) vojska a vyslanců k Něrčinsku roku 1689

Golovin v lednu 1689 poslal do Pekingu Ivana Loginova, který do Pekingu dorazil v polovině května s úkolem dohodnout okolnosti setkání vyslanců, a seznámit čchingskou vládu s návrhy mírové smlouvy, připravenými v Moskvě. Pro setkání navrhl Albazin nebo Něrčinsk. Mandžuové nechtěli, aby Golovin s vojskem přijel do Albazinu, proto Loginovovi v Pekingu jednoznačně oznámili, že jednání vyslanců proběhnou u Něrčinska a s vyslanci pošlou tisíc vojáků. Současně Mandžuové od jara posilovali své vojsko v Ajgunu – naváželi zásoby, opravovali lodě a posílali nové vojáky; což znepokojilo Rusy v Albazinu i Něrčinsku. V červenci Golovin přikázal Bejtonovi v Albazinu sklidit obilí a mandžuským zástupcům přítomným v Něrčinsku si stěžoval na narušování příměří.
V první polovině roku 1689 se císař Kchang-si stále snažil diplomatickou cestou usmířit Mongoly s Džúngary a Džúngary přesvědčit ke stáhnutí se z Mongolska a návratu na západ. Golovin zase v létě 1689 pochopil, že toho roku nedojde k čchingskému útoku na Galdana, a tak se koncem června začal přesouvat s celým svým plukem z Udinska do Něrčinska.
Po uzavření dohody o sjezdu vyslanců v Něrčinsku Loginov 25. května 1689 odjel z Pekingu. Čchingští vyslanci ho však následovali už 3. června, o týden dříve, než bylo dohodnuto.
Téhož 3. června se čchingské vojsko na 60 lodích objevilo pod Albazinem pod záminkou „zásobování vyslanců“, 1. července potom čchingští vojáci překročili Argun a na Šilce shromáždili 800 koní. V polovině července se v Něrčinsku dozvěděli, že kolem Albazinu na 120 lodích projelo už 4 000 mandžuských vojáků se 45 děly. Golovin reagoval upozorněním něrčinské posádky, pokračováním přesunu svého pluku, odesláním domorodých obyvatel z okolí Něrčinska hlouběji do vnitrozemí a vysláním posla k čchingskému poselství s protestem proti příchodu armády.
Dne 16. července čchingské vojsko o 70 lodích s 34 děly zakotvilo na Šilce kilometr nad Něrčinskem a blokovalo tak Rusům cestu na západ. Po protestech Vlasova se 18. července stáhlo po proudu na nové místo naproti Něrčinsku. Současně do Něrčinska přijeli poslové čchingských vyslanců informující Rusy o jejich postupu. Vlasov vyslancům poslal naproti nevelký oddíl, který byl překvapen jejich doprovodem – 5 000 vojáky s dělostřelectvem. Dne 22. července se Mandžuové soustředili v bezprostřední blízkosti Něrčinska, za protestů Rusů (Vlasova i Golovina, který byl stále ještě na cestě). Koncem července Mandžuové ustoupili k soutoku Šilky a Něrči, dále však neodešli. Až 9. srpna do Něrčinska dorazil Golovin. Mandžuové byli zklamáni přítomností jeho pomocných burjatských a tunguzských oddílů. Očekávali totiž, že místní obyvatelstvo Rusy nepodpoří.

## Jednání vNerčinsku a konec války (1689)

Ruské (růžově) a čchingské (modře) území k počátku roku 1689 a hranice podle Něrčinské smlouvy (černě). Červeně vyznačen ruský návrh hranice na Amuru a světle modře čchingský požadavek hranice u Bajkalu.

Cílem Mandžuů bylo dosažení souhlasu Ruska s mandžuskou anexí ruských území na Amuru a uzavření míru s Ruskem, což by jim umožnilo pustit se do války s Džúngary a naopak zabránilo protičchingské džúngarsko-ruské alianci. Před Něrčinskem měli kolem 15 000 vojáků a 50 děl. Rusové měli původně 100 vojáků v Albazinu a 600 v Něrčinsku; po příchodu Golovina soustředili v Něrčinsku kolem 2 000 vojáků (přibyl tisícičlenný Golovinův pluk plus pomocné oddíly domorodců). Poměr sil byl podobný jako při obležení Albazinu, Něrčinsk ale neměl tak dobré opevnění. Jednání začala 12. srpna, za Rusko jednali Fjodor Golovin a Ivan Vlasov, za říši Čching Songgotu, Tchun Kuo-kang, Langtan a další. Čchingové si nárokovali země až k Bajkalu s odůvodněním, že kdysi patřily mongolské říši Jüan; Rusové navrhovali hranici na Amuru.

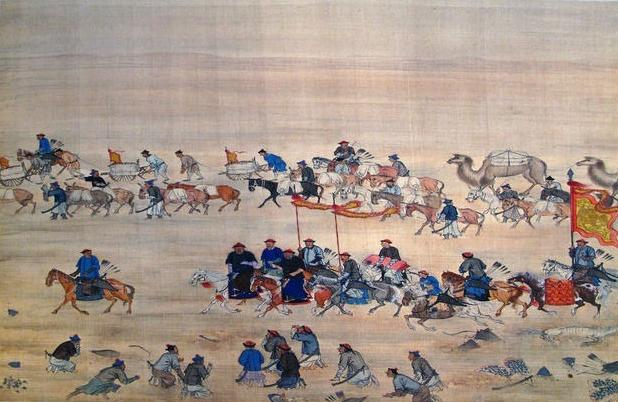
Čchingská armáda v bitvě s Džúngary u Ulan Butungu (1690). Ilustrace z čínské knihy čchingského období

Čchingští vyslanci využili svou absolutní vojenskou převahu k nátlaku na ruské vyjednavače a donutili je přijmout většinu čchingských požadavků. Golovin se nakonec vzdal Albazinu a souhlasil s hranicí na horském hřbetu severně od Amuru. Smlouva byla podepsána 27. srpna. První tři články se týkaly hranic, čtvrtý zakotvoval vydávání přeběhlíků, ale pouze v budoucnu. Dosavadní přeběhlíky Rusové kategoricky odmítli vydat, Mandžuové zase nevydali zajatce od Albazinu. Pátý článek se týkal obchodu otevřeného pro kupce s průvodními listy, šestý zakotvoval nenarušování hranic.
Do Moskvy se první informace o smlouvě dostaly koncem května 1690, podrobné v červnu. V Posolském prikaze se ke smlouvě a Golovinovi postavili kriticky, nicméně po příjezdu do Moskvy vláda vyjádřila Golovinovi uznání.
Pro říši Čching urovnání vztahů s Ruskem odvrátilo hrozbu rusko-džúngarského spojenectví, mohla se nyní soustředit na válku s Džúngary. Rusku zase uspořádání vztahů s čchingskou říší umožnilo nerušený dovoz čínského zboži. Naopak džúngarský chán Galdan se celé následující desetiletí snažil získat ruskou podporu, neuspěl však, protože nebyl schopen ruské vládě nabídnout náhradu za obětování výnosného obchodu s Čínou.
Na nově získaných zemích v povodí Amuru ponechala čchingská vláda místní kmeny jejich vlastnímu životu. Zakázala komukoliv se na nich usazovat a poté o ně ztratila zájem. Rusko prosadilo posunutí hranice na Amur až po dvou staletích: ve čtyřicátých letech 19. století zahájilo průzkum a kolonizaci Poamuří a v letech 1858/1860 v Ajgunské a Pekingské smlouvě získalo území severně od Amuru a východně od Ussuri.